# Stipa hyalina
Stipa hyalina är en gräsart som beskrevs av Christian Gottfried Daniel Nees von Esenbeck. Stipa hyalina ingår i släktet fjädergrässläktet, och familjen gräs. Inga underarter finns listade i Catalogue of Life.